# Brachidontes tenuistriatus
Brachidontes tenuistriatus is een tweekleppigensoort uit de familie van de Mytilidae. De wetenschappelijke naam van de soort is voor het eerst geldig gepubliceerd in 1853 door Dunker.